# Клаус Кинкел
Клаус Кинкел (на немски: Klaus Kinkel) е германски политик от (СДП). Той е федерален министър на правосъдието (1991 - 1992), министър на външните работи (1992 - 1998) и заместник канцлер на Федерална република Германия (1993 – 1998). Освен това от 1993 до 1995 е председател на СДП.

## Избрана библиография
- Bewegte Zeiten für Europa! В: Caroline Y. Robertson-von Trotha (Hrsg.): Europa in der Welt – die Welt in Europa. (Kulturwissenschaft interdisziplinär, Bd. 1). Nomos, Baden-Baden 2006, ISBN 3-8329-1934-1.
- Klaus Kinkel (Hrsg.): Grenzenlose Leistung – Die deutsche Einheit und der Einsatz der Telekom beim Aufbau Ost. Deutsche Verlagsanstalt, München 2014, ISBN 978-3-421-04670-3.